# Sophie Auguste Tilebein

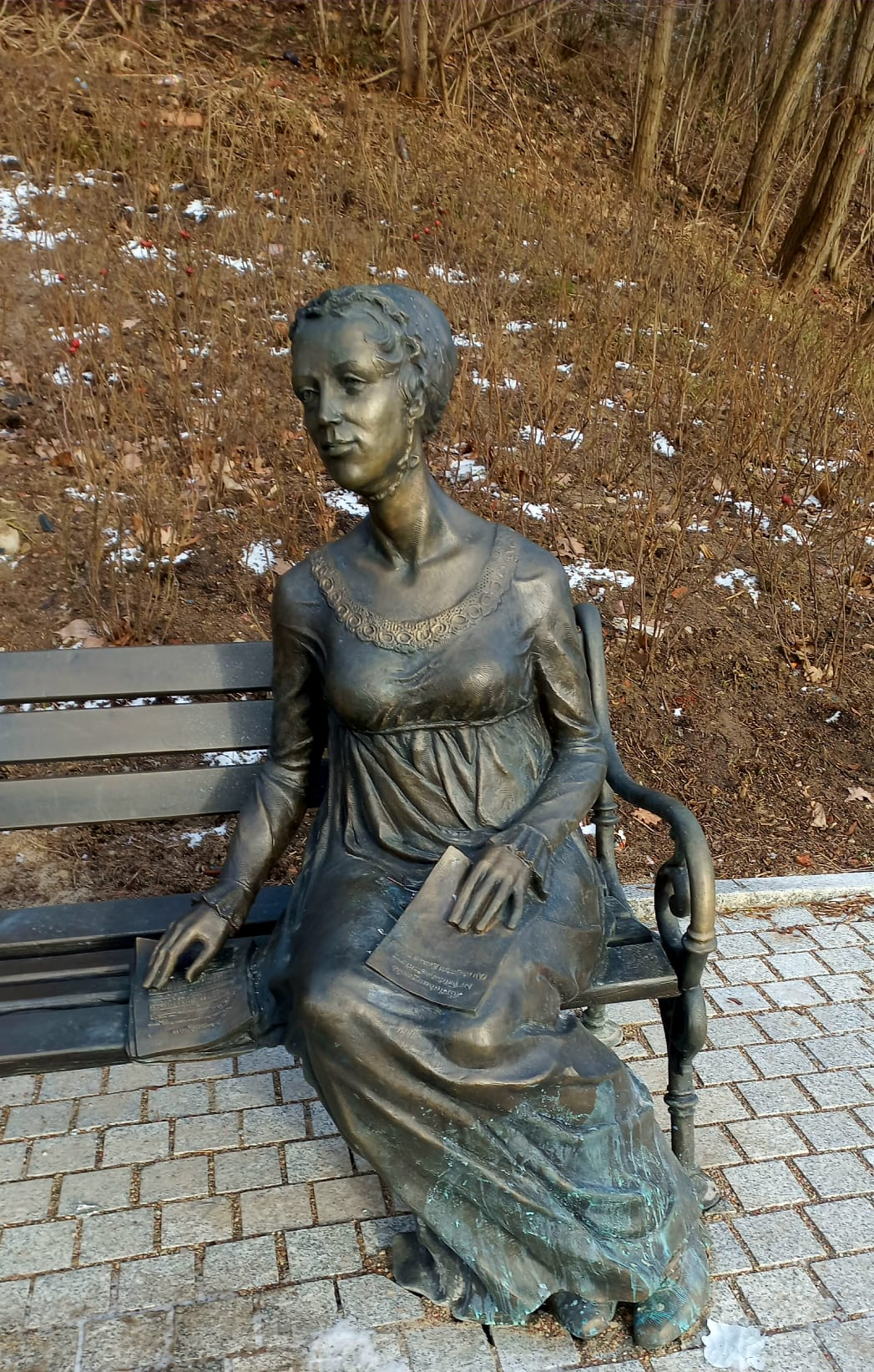
Ławeczka - pomnik Sophie Auguste Caroline Tilebein (2024)

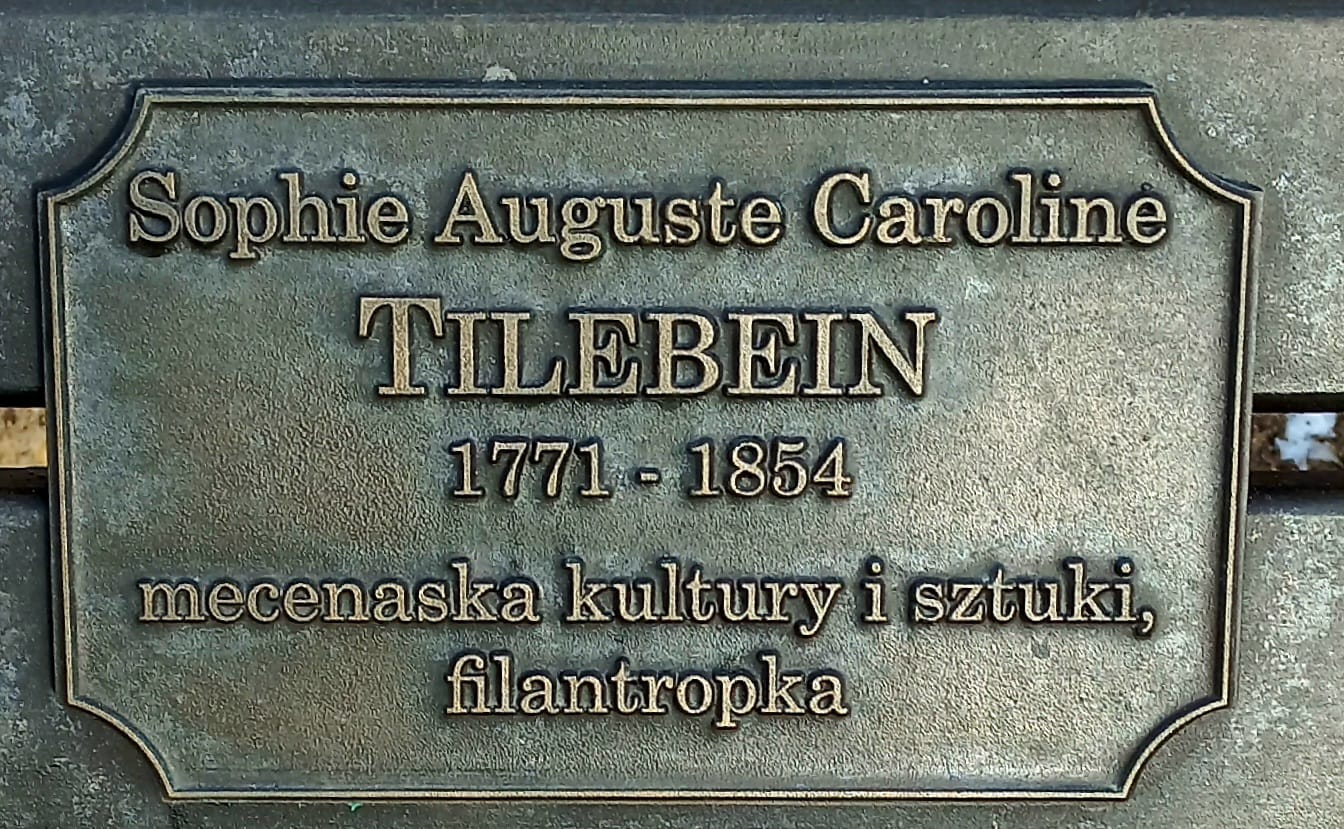
Tabliczka na ławeczce-pomniku Sophie Auguste Tilebein (2024)

Sophie Auguste Caroline Tilebein z domu Pepin, primo voto Buyrette (ur. 20 grudnia 1771 w Getyndze, zm. 21 sierpnia 1854 w Szczecinie) – niemiecka patrycjuszka, malarka i rysowniczka, mecenaska kultury i sztuki, organizatorka życia kulturalnego w Szczecinie, twórczyni salonu artystycznego, filantropka 

## Życiorys
Pochodziła z rodziny o francuskich i angielskich korzeniach. Była córką filologa anglisty, profesora Philippa Heinricha Pepina i Henrietty Louise z domu de Pérard. Matka zmarła wkrótce po porodzie. Ojciec bardzo ją kochał, ale nie mógł jej wychować bez matki, dlatego dziewczynkę wychowywali krewni matki, w szczególności Armand, kaznodzieja z francuskiej wspólnoty reformowanej w Hanowerze. Sophie uczyła się podstaw geografii, botaniki, religii, literatury i języków, a także śpiewu i gry na klawesynie.
W 1790 Sophie wyszła za mąż za szczecińskiego kupca Jeana Rodolpha Buyrette. Podczas 6 lat małżeństwa (mąż zmarł 1 października 1796) dała się poznać jako osoba gościnna, towarzyska, wykształcona. Powszechnie nazywano ją „Pepinette“. Niespełna rok po śmierci pierwszego męża (31 lipca 1797) Sophie wyszła po raz drugi za mąż za pochodzącego ze Szczecina kupca, zajmującego się handlem winem, Carla Gotthilfa Tilebein (1760–1820). Dzięki dobrej sytuacji finansowej Sophie prowadziła salon artystyczny na Żelechowej (niem. Züllchow, dziś dzielnica Szczecina). Sama Sophie Tilebein zajmowała się malarstwem i rysunkiem. 
Mąż Carl Gotthilf Tilebein zmarł 7 lipca 1820 po krótkiej chorobie. Żona pochowała go w krypcie we własnym parku; później kazała zbudować mauzoleum wg swojego projektu. Po śmierci męża kontynuowała działalność artystyczną i społeczną, a także była mecenasem wielu szczecińskich artystów. 
W salonie Sophie Tilebein prezentowali swoje utwory znani artyści, jak poeta i filozof Ludwig Giesebrecht, znany berliński dramaturg August Wilhelm Iffland czy najwybitniejszy kompozytor szczeciński Carl Loewe, który chętnie grał i śpiewał dla pani Tilebein oraz dedykował mecenasce swoje kompozycje.
Sophie Auguste Tilebein została pochowana w mauzoleum obok męża. Nie miała dzieci; w testamencie część pieniędzy przeznaczono na emerytury dla przyjaciół i służby, a pozostały majątek, zwłaszcza ten w Züllchow, został wykorzystany do założenia Fundacji Tilebein.
W 2020 odnaleziono fragment płyty nagrobnej Sophie na terenie dawnej rezydencji w dzielnicy Żelechowa.

## Upamiętnienie
W miejscu dawnej rezydencji państwa Tilebein została postawiona ławeczka-pomnik Sophie Auguste Caroline Tilebein z tabliczką informacyjną.